# Endacusta pilipennis
Endacusta pilipennis är en insektsart som beskrevs av Lucien Chopard 1925. Endacusta pilipennis ingår i släktet Endacusta och familjen syrsor. Inga underarter finns listade i Catalogue of Life.